# Apremont, Vendée
Apremont är en kommun i departementet Vendée i regionen Pays de la Loire i västra Frankrike. Kommunen ligger i kantonen Palluau som tillhör arrondissementet Les Sables-d'Olonne. År 2022 hade Apremont 2 028 invånare.

## Befolkningsutveckling
Antalet invånare i kommunen Apremont
| Referens: INSEE |